# Jack Disney
Jack Wayne Disney (* 15. Juni 1930 in Topeka, Kansas; † 17. April 2024) war ein US-amerikanischer Bahnradsportler.
Dreimal startete Jack Disney bei Olympischen Spielen: 1956 in Melbourne im Sprint und 1964 in Tokio sowie 1968 in Mexiko-Stadt im Tandemrennen, konnte sich jedoch kein einziges Mal auf vorderen Rängen platzieren. Bei den Panamerikanischen Spielen 1959 in Chicago errang er die Silbermedaille im Sprint. 1966 und 1968 wurde Disney US-amerikanischer Meister im Sprint, 1973 Vize-Meister. 1954 und 1958 gewann er die nationale Meisterschaft im Straßenrennen der Amateure.
Sein Bruder war der Eisschnellläufer und Olympiateilnehmer Bill Disney.
1988 wurde Jack Disney in die United States Bicycling Hall of Fame aufgenommen.